# Бережанська волость
Бережанська волость (до 1890-х років - Чемеровецька) — історична адміністративно-територіальна одиниця Кам'янець-Подільського повіту Подільської губернії з центром у містечку Чемерівці, з 1890-х років - у селі Бережанка. Зміна центру волості змінила назву волості з Чемеровецької на Бережанську.

## Склад волості
Станом на 1885 рік складалася з 13 поселень, 12 сільських громад. Населення — 11 958 осіб (5 994 чоловічої статі та 5 964 — жіночої), 1332 дворових господарства.
|                     | Площа, десятин | У тому числі орної, десятин |
| ------------------- | -------------- | --------------------------- |
| Сільських громад    | 6654           | 5744                        |
| Приватної власності | 9400           | 6818                        |
| Казенної власності  | 111            | -                           |
| Іншої власності     | 396            | 366                         |
| Загалом             | 16561          | 12928                       |

Основні поселення волості:
- Чемерівці — колишнє державне і власницьке містечко при річці Жванчик за 39 верст від повітового міста, 1016 осіб, 165 дворових господарств, волосне правління, православна церква, 2 синагоги, 8 заїжджих дворів, 5 заїжджих будинків, 14 лавок, базар по неділях, водяний млин, пивоварний і винокурний заводи
- Бережанка — колишнє державне і власницьке село при річці Жванчик, 800 осіб, 117 дворових господарств, православна церква, заїжджий будинок, водяний млин.
- Збриж — колишнє власницьке містечко при річці Збруч, 862 особи, 127 дворових господарств, православна церква, костел, 2 єврейські молитовні будинки, 3 лавки.
- Кугаївці — колишнє власницьке село при річці Жванчик, 812 осіб, 121 дворове господарство, православна церква, поштова станція, заїжджий будинок, водяний млин.
- Свіршківці — колишнє власницьке село при річці Жванчик, 800 осіб, 147 дворових господарств, православна церква, 2 заїжджі будинки, водяний млин.
- Сокиринці — колишнє власницьке село при річці Збруч, 685 осіб, 96 дворових господарств, православна церква, 2 водяні млини.
- Теремківці — колишнє державне і власницьке село при річці Жванчик, 507 осіб, 94 дворових господарства, православна церква, заїжджий будинок, водяний млин.
- Хропотове — колишнє власницьке село, 1123 особи, 170 дворових господарства, православна церква, заїжджий будинок винокурний завод.
- Юрківці — колишнє державне село при річці Жванчик, 725 осіб, 87 дворових господарств, заїжджий будинок.
- Ямпільчик — колишнє власницьке село, 603 особи, 102 дворові господарства, православна церква, заїжджий будинок.

## Ліквідація волості
Друга сесія ВУЦВК VII скликання, яка відбувалася 12 квітня 1923 р., своєю постановою «Про новий адміністративно-територіальний поділ України» скасувала волості і повіти, замінивши їх районами. Поселення волості ввійшли до складу Чемеровецького району.